# Gottåsa
Gottåsa är en samlad bebyggelse vid riksväg 23 i Alvesta kommun i Kronobergs län.